# Canterburyjska ravnina
Canterburyjska ravnina (maorsko Kā Pākihi-whakatekateka-a-Waitaha) je območje na Novi Zelandiji s središčem v Srednjem Canterburyju, južno od mesta Christchurch v regiji Canterbury. Njihove severne skrajnosti so ob vznožju hribovja Hundalee v okrožju Hurunui, na jugu pa se združijo v ravnino Severnega Otaga onkraj reke Waitaki. Manjša nižina Amuri tvori severni podaljšek ravnine.

## Geologija
Canterburyjska ravnina je nastala iz kvartarnih morenskih prodnikov, ki so bili prepeljani iz Južnih Alp in so se tukaj odložili v ledeniških obdobjih v poznem pleistocenu pred približno 3 milijoni do 10.000 leti. Aluvialni prodi so bili nato predelani v nanose več večjih rek, zlasti Waimakariri, Rakaia, Selwyn in Rangitata. Del travišč Canterbury-Otago tussock je zemljišče primerno za zmerno intenzivno živinorejo, vendar je nagnjeno k sušam, zlasti kadar prevladuje severozahodni veter. V teh časih je po večjem delu ravnine mogoče videti vremenski pojav, znan kot severozahodni lok.
Velik potres 4. septembra 2010 je razkril prej neznano geološko prelomnico pod Canterburyjsko ravnino in ustvaril površinsko razpoko, ki je ponekod izravnala značilnosti za kar štiri metre.

## Reke
Reke Canterburyjske ravnine imajo značilen prepleten videz, po katerem se to območje razlikuje od nižin Severnega Otaga na jugu – onkraj Waitakija imajo reke običajno ožje, dobro oblikovane struge, namesto da se raztezajo čez široke prodnate površine, kot v Canterburyju.
Večina prebivalcev Canterburyja živi v vrsti velikih in majhnih mest, razporejenih od severovzhoda do jugozahoda vzdolž nižine, ki jih povezuje državna cesta 1 in glavna južna železniška proga. Sem spadajo Christchurch, Ashburton in Timaru ter manjši Kaiapoi, Dunsandel, Rakaia, Temuka in Glenavy. Druga mesta na nižini so Rangiora, Leeston, Lincoln, Darfield, Geraldine, Methven in Waimate.

## Živalstvo
Izjemno redek mokar Hadramphus tuberculatus je tukaj endemit.